# Efferia incognita
Efferia incognita este o specie de muște din genul Efferia, familia Asilidae, descrisă de Forbes în anul 1987.
Este endemică în Texas. Conform Catalogue of Life specia Efferia incognita nu are subspecii cunoscute.